# Oread Lake
Der Oread Lake (englisch; bulgarisch езеро Ореада esero Oreada) ist ein ovaler, in südost-nordwestlicher Ausrichtung 220 m langer, 130 m breiter und 1,94 Hektar großer See auf der Livingston-Insel im Archipel der Südlichen Shetlandinseln. Auf der Byers-Halbinsel liegt er 2,77 km nordöstlich des Dometa Point und 3,4 km südlich des Nedelya Point an den westlichen Ausläufern der Urvich Wall. Der Bedek Stream entwässert ihn in nördlicher Richtung zur Barclay Bay.
Die bulgarische Kommission für Antarktische Geographische Namen benannte ihn 2020 nach den Oreaden aus der griechischen Mythologie.